# Новорічна ялинка Плуто
«Новорічна ялинка Плуто» (англ. Pluto's Christmas Tree) — мультфільм про Мікі Мауса 1952 року, в якому Плуто і Мікі зрубують новорічну ялинку, в якій живуть Чіп і Дейл. Це був 125-й короткометражний фільм із серії про Мікі Мауса, що вийшов на екрани, і другий за той рік. Хоча бурундуки зазвичай є антагоністами Дональда Дака, вони докучали Плутові й раніше, у фільмах «Рядовий Плуто» (1943), «Права незаконного вселенця» (1946) та «Їжа для ворожнечі» (1950).
Це одна з небагатьох діснеївських короткометражок режисера Джека Ганни, в якій не знявся Дональд Дак, хоча Дональд і з'являється в епізодичній ролі наприкінці.

## Сюжет
Мікі Маус і Плуто шукають ялинку, а Чіп і Дейл — жолуді в лісі. Як тільки бурундуки бачать Плуто, вони кидають в нього жолуді й тікають, поки він переслідує їх. Щойно Плуто відволікається, вони ховаються на дереві. Мікі зрубує те саме дерево, не підозрюючи, що вони сидять в ньому.
Повернувшись додому, Мікі й Плуто прикрашають ялинку, і Плуто милується нею, але помічає вогник, який то вмикається, то вимикається, і намагається з'ясувати, що це. Дейл, який грався з вогником, приймає ніс Плутона за інший вогник і крутить його, розкриваючи себе перед Плуто, який гавкає на нього. Дейл у відповідь кидає прикраси, щоб відволікти його. Заходить Мікі й забирає прикраси у Плуто, ненароком вішає одну з них на Дейла, про що Плуто не встигає попередити Мікі. Плуто помічає, як Дейл краде каштани, і женеться за ним до верхівки каміна з фігурками Санти у вигляді свічок. Дейл бере шапку і бороду з однієї з фігурок свічки, щоб замаскуватися. Плуто помічає дивну фігурку, але йому знову не вдається показати її Мікі, оскільки Мікі не розуміє його гавкіт. Розлючений Плуто збиває інші фігурки, окрім Дейла. З дерева Чіп помічає, що відбувається. Він рятує Дейла і біжить до ялинки. У гонитві за бурундуками Плуто застрягає в подарунках, і не може наздогнати їх по сходах. Плуто гавкає на бурундуків, і ті скидають драбину, а разом з нею і зірку з верхівки ялинки на хвіст Плуто. Поки бурундуки переможно регочуть, Плуто, якому нарешті увірвався терпець, гнівно стрибає на дерево, щоб накинутися на бурундуків.
Мікі помічає Плуто і намагається витягнути його, але натомість його затягує всередину, аж поки на ялинці не залишається жодних прикрас і гілок. Мікі сварить Плуто за його вчинок, але помічає Чіпа і Дейла на голих гілках, і нарешті усвідомлює, що насправді відбувається. Плуто починає гавкати на бурундуків за шкоду, яку вони наробили, доки Мікі не просить його зупинитись, кажучи, що це лише свята. У вікні вони бачать Дональда Дака, Ґуфі та Мінні Маус, які співають «Deck the Halls». Поки друзі Мікі та Плуто співають, Чіп і Дейл приєднуються до них, а згодом і Плуто починає завивати, що неабияк дратує бурундуків. У відповідь вони клеять стікер на рот Плуто з написом «НЕ ВІДКРИВАТИ ДО РІЗДВА».

## Ролі озвучували
- Джиммі Макдональд — Мікі Маус / Чіп
- Пінто Колвіг — Плуто / Ґуфі
- Рут Кліффорд — Мінні Маус
- Кларенс Неш — Дональд Дак
- Дессі Флінн — Дейл

## Поява в інших роботах
Сцени з цього мультфільму будуть використані в «Disney's Very Merry Christmas Songs». Також він використовувався для «Deck the Halls» і «Let It Snow! Let It Snow! Let It Snow!». У «Deck the Halls» взяті сцени лише з цього мультфільму, а «Let It Snow! Let It Snow! Let It Snow!» — лише невелика частина з цього мультфільму. Сцени також використовувалися для інших диснеївських колекцій, включно з «A Disney Christmas Gift».
Сцени з цього мультфільму разом зі сценами з «Різдвяної історії Мікі» також були використані в кліпі Бренди Лі «Rockin' Around the Christmas Tree» на каналі D-TV.
Книга, видана 1954 року у видавництві «Little Golden Books» під назвою «Новорічна ялинка Дональда Дака» має той самий сюжет, що й цей мультфільм, але з Дональдом Даком замість Мікі Мауса.